# 왕징 (배우)
왕징(중국어 정체자: 王淨, 병음: Wáng Jìng, 한자음: 왕정, 영어: Gingle Wang 징글 왕[*], 1998년 2월 7일 ~ )은 타이완의 배우, 작가이다. 2020 타이베이 영화제 여우주연상 수상자이다.

## 출연 작품
- 폭포 (2021)
- 만년이 지나도 변하지 않는 게 있어 (2021)
- 반교: 디텐션 (2019)
- 아웃사이더 (2018)